# 封建制度 (歐洲)
歐洲封建制度，又翻譯為封建等級制、封建君主制，指的是一種在歐洲在9世紀～19世紀廣泛流行的制度，它混合了繼承法、軍事單位和行政區劃的功能，把國土分割成一個個小型區域。這種制度最先由中歐的法蘭克王國開創，之後就擴散至歐洲的全體基督教國家，在14世紀開始逐漸瓦解，到19世紀時只剩下俄羅斯帝國在維持著這種模式，在第一次世界大戰後徹底消失。
除了在当时作为丹麦一部分的斯堪尼亚、斯科讷和哈兰，封建制在今挪威和瑞典地区并未像在欧洲其他地区那样真正发展起来。

## 定義
封建制度的定義非常模糊，歷史學家、哲學家、自由主義者、馬克思主義者都對此有不同的意見，目前還沒有一個明確又被廣泛認可的定義。
封建制度形成於第八世紀；11世紀開始定型；之後的兩百年是全盛時期；13世紀中葉之後，王權鞏固後封建逐漸沒落，但他的影響至今仍在歐洲各個層面留下痕跡。在歐洲之外的地方，封建制度的概念一般僅僅用於類比（稱為「半封建」），最常用於討論在將軍們統治下的日本，有時候也用於中世紀和貢德爾時期的埃塞俄比亞。然而，有些人把封建制度類比更廣，把古埃及、帕提亞帝國、封建制的印度（封建印度），甚至於19世紀的美國南部（美國南部歷史）。
1960年代開始，許多西方歷史學家為了將歐洲中世紀的制度做一個大範圍的概括，而推薦使用“封建制”一詞。在封建制度中包括了歐洲那複雜的繼承法條文、被束縛在莊園制之內農奴、權力較小的國王和皇帝、權力巨大的小領主、以天主教為唯一真理的思維狀態以及隨處可見的城堡，對這些使用一個統一的稱謂就是「封建社會」。
1970年代，重新審視了之前的證據並得出結論——封建制度是一個不可行的術語而需要被從學術和教育討論中去除，或者至少在使用時需要加上嚴格的限制和警告。

## 詞源
最早使用「封建（Feudal）」字眼的是17世紀（1614年）的英國和法國的律師，成為“封建制（Feudalism）”的詞源，他們使用這個詞用來指代迅速地消失的舊有制度，這些制度並不一定是封建制，也有可能是過去的習俗，英國人和法國人用這個詞彙來形容自己的社會正在經歷激烈的變化。
而“封建制”是來自法語「féodalisme」，在英語中則改變寫法成為了現在的“Feudalism”，是18世紀晚期的法國大革命所造的字。此字一開始具有明確的貶義，是用來形容任何不公正的、利用傳統去道德綁架別人的人事物。雖然此詞是在法國大革命時創造的，但是其法語來源是拉丁文的“采邑制（Feudum）”，首次出現的時間在西元884年的一份法蘭克語的文獻中，但在之後就被棄用，直到法國大革命時為了去形容那些新的種概念才被重新拉回來，改成法語的構詞方式後繼續使用。
而在封建制度真正盛行的9～16世紀的時候，大部份文獻中都不曾使用過此字，因此英國小說家托比亞斯·斯摩萊特就對這個現象進行了一個諷刺，他在其作品《漢弗雷克林可》「Humphry Clinker」（1771年出版）嘲弄此字時寫道「每個政策、習俗、甚至任何古怪之處都可上溯至封建一詞，並且加以貶義，我在有生之年預計可以看到一種說法，說男用短褲及奶油麥酒都能是受到封建制度的影響才被發明的。」

## 基本模式
在這種制度圍繞著“領主、封臣、領地”三個原則實行，互不干涉，嚴格符合契約精神，此基本框架也不可變動：
1. 每個基本單位，無論領主還是封臣都能有自己的領地，在領地內自己為最高權威。
2. 所有領主都兼任軍事職務，贵族均有从军义务，反而是領土內平民和奴隸不需要服兵役。
3. 貴族、教士為領主階層，擁有土地以及土地上的人口；農民、商人為平民階層，無土地，但是可自由移動並更換工作；農奴、奴隸為最低階層，只能和同階層人士結婚生子，其子孫後代也必須繼承他的職業，被奴隸主永遠的束縛在同一個土地和職業上。
4. 上一級領主統領下一級封臣，下一級封臣又能統領下兩級的封臣，如此層層疊加。
5. 上一級的領主無法直接指揮下兩級的封臣，即“我封臣的封臣不是我的封臣”，因為下兩級的封臣從沒和上一級的領主簽訂契約，所以上一級的領主無權干涉。
6. 在一國之內，國王既有他自己可以直接管轄的直轄領地，叫做“王冠領”，也有他無法掌控的的封臣領地，封臣領地猶如一個獨立小國，大多數的方面都不受自己的上級管轄。
7. 貴族可分為“皇帝、國王、公爵、侯爵、伯爵、子爵、男爵（女爵）、騎士”這八個階級。
8. 領地等級為“帝國、王國、公國、侯国、伯國、子爵領、男爵（女爵）領、騎士采邑”，對應前面的八個貴族階級。
9. 只有皇帝及國王的家屬才能自稱皇室；公爵之下、男爵之上的領主的家屬只能自稱貴族；貴族階級的末尾“騎士”則連貴族都不能自稱，只能叫騎士。
10. 皇帝只有神聖羅馬皇帝擁有，而伯爵領以下的等級基本只能控制數十到數千人，對實際的戰爭較無幫助，故實際上的最強階級基本都集中在國王、大公之中。

## 封建制度的歷史傳統

### 羅馬傳統
封建制度是一種政治形式，但跟土地的支配有密切的關係。羅馬帝國在戴克里先前，田租是根據土地的大小而非收成而定的。這使得在荒年時許多農民流離失所。在這種經濟壓力下，許多農民就將自己的土地獻給了大地主，由自由民轉而成為佃農。接收到土地的大地主則保證貢獻土地農民的使用權。所以一個擁有了「所有權」另一個則是「使用權」。農民不再需要被課重稅。這些大戶通常是不用繳稅的元老特權階級，為了保障這樣的約定而有了"Precarium"這種契約的出現。大戶取得土地，而農民可以不用煩惱稅付。而這種契約形式更衍生出了「增地契約」（Precaria remunerate）以及「賜地契約」（Precaria data）這兩種契約。這些契約形式成為了這種土地支配方式的法律依據跟保障。而戴克里先凍結了各種行業，農民屬於土地不能轉業，更使這種制度定行下來。

### 凯尔特傳統
高盧地區的凯尔特人有「隨從」的組織。其職務是平日執行酋長命令，戰時協助酋長抗敵。這是一種主人與附庸的關係。封建制度中的“Vassus”（附庸）一詞就是來自塞爾特語。

### 日耳曼傳統
中世紀封建發達的地方大多是日耳曼人的所在，日爾曼傳統對封建發展也有直接影響。日耳曼特有的戰友團（Commendatio），也是封建制度的起源之一。其中的年輕人向老戰士宣示效忠，並且共享其社會地位，這就是羅馬傳統所沒有的。兩者在這樣的儀式下共享社會地位，皆為貴族。而日耳曼建國以後，也使用這樣的私人軍隊。用土地來作為僱用私人軍隊的代價。封建制度的軍事意涵可以從這個傳統一窺一二。

### 墨洛温王朝傳統
墨洛温王朝有兩種制度跟封建制度有密切而直接的關係。一個是「賜地」（Benefice），一個是「豁免權」（Immunity）。墨洛温時代，國王將地方政府託付給郡守（Counts）；其大多是國王的親近，為了感謝其貢獻，國王會賜給他們土地。此外國王也會給教會一片土地，作為宗教服務的代價。國王保有土地的主權，而所謂的受惠者（Beneficium）有土地權。到了加洛琳王朝，這種賞賜成為了世襲的制度，而賞賜的土地開始轉為「采邑」（fief）。而豁免權則是不受到地方政府管轄。而這種豁免權也在後代賞賜的土地中承接了，而不受地方政府的控制，讓受封的領主有了對土地的政治控管權力。

### 加洛林王朝傳統
加洛林王朝為了對付阿拉伯騎兵，鐵鎚查理也開始組織騎兵隊。為了賞賜騎兵隊的戰功，開始沒收教會土地作為賞賜。這也是封建制度的軍事層面一個重大意涵的起源。

## 封建的權利與義務

### 附庸之權利與義務
附庸在封建時得到了領主的保護，舉凡其生命、聲譽、財產受到威脅時，領主有義務要保護。領主也不能對附庸有損害其權利的行為，否則附庸可以提出終止關係的要求。這可能會導致戰爭，這也是封建制度穩固的原因其中一點。而附庸如果有違反封建制度法律的情勢時，有權利要求同等地位之附庸群組成陪審群，來裁決這個案件。領主不能獨自審判，這也是日後陪審制度的起源。
附庸的義務在於提供領主軍事服務，農奴與騎士都是封建莊園的構成要素。但兩者工作截然不同，農奴負責生產，騎士則保衛莊園。而如果是多重的分封，其對自己領主的領主也有相同義務。有時也要為領主有經濟上的援助，平日封建社會貴族不納稅，但他們在戰爭時仍須對領主有經濟上之援助。

### 領主之權利與義務
領主對附庸只有權利，在附庸未成年時可以成為其監護者。也可以控制附庸的婚姻權，如同附庸的父母。也可以沒收采邑以及再分封。

## 封建制度的構成因素

### 政治的形式
封建制度不只是土地的分封，國王同時把一些國家行使的主權讓與封建領主。如司法、財政、軍事等。因為土地成為了私財產，國家也開始成為私產。原則上國王還是以國家為出發點，但是封建領主得到權力不是因為國王的認可，而是土地的擁有。使得國家的權力讓渡到私人手上；地方政府的勢力開始龐大；政治權力分裂。這種情形的發生主要是由於迦洛琳王朝的崩潰無法有效控制各地方政府的緣故。

### 土地的佔領
封建制度的根本在於土地，有土地才能有封建制度，後者是不能單獨存在的。封建領主必須有一塊領土，否則無法行使統治的基礎。而采邑的擁有主要是因為軍事的服務。附庸之所以有一塊土地，即由於附庸給予領主一定的軍事服務。封建制度本身就是一種契約，軍事服務是一種商品，土地則是代價。領主給予武士土地換取其效忠與保護。但雖然稱為一種契約，卻沒有終止的情況。只要武士繼續履行其義務，就可以繼續擁有土地。在封建社會中，沒收采邑是最嚴重的懲罰。同樣的，如果受土地者死亡，只要繼承人繼續履行義務，就不會收回土地。這樣讓封建制度漸漸走向世襲的制度。而長子繼承（Primogeniture）也是封建制度的一個重要因素。土地固然可以分裂繼承，但為了完整性還是會由長子全盤接收。

### 私人間的臣屬關係
封建制度的契約性質造成了領主跟附庸的權利、義務關係。為了維持這種制度，雙方都必須嚴格遵守這樣的制約。領主跟附庸都是同一個貴族階級。所以臣屬關係不是說身分的高低，而是一種權利跟義務的對等關係。這種關係跟土地的賞賜構成了封建制度。雖然這種關係是封建制度的必要條件，但臣屬不一定會形成封建制度。

## 特色
封建制度有三大最基本的特徵：領主、封臣和采邑；封建制度的結構由這三大元素配合。領主是擁有土地的貴族，封臣是擁有領主所分封給他們土地的人，而這些分封出的土地就是采邑。封臣要為領主戰鬥，作為對領主給予采邑的回報。在領主、封臣和采邑之間的關係與責任構成了封建制度的基礎。

### 領主、封臣和土地
在一個領主把土地分封給某人之前，他得先令那人成為封臣。這需要一個正式的象徵性的儀式，稱為讚譽儀式（commendation ceremony），該儀式包含兩個部分，忠順誓言（act of homage）和效忠宣誓（oath of fealty）。在忠順誓言中，封臣承諾聽從領主的命令作戰。「效忠（Fealty）」來自拉丁語「Fidelitas」，也就是忠誠；效忠宣誓因此成為一個保證，即封臣會忠於領主。一旦讚譽儀式完成，領主和封臣就建立了封建關係，擁有了雙方承認的相互間的義務和責任。
領主對封臣的主要義務是給予一塊采邑或是其收入；采邑是封臣建立封建關係的主要原因。此外，領主有時還需要承擔別的義務。其中一個就是維護這塊采邑。由於領主並沒有割讓這塊土地而僅僅是租借，所以維護這塊采邑仍然是領主的責任。而封臣擁有權力獲得該采邑產出的收入。另一個領主需要承擔的責任是他必須保護采邑和封臣不受傷害。
封臣的主要責任是向領主提供「援助」，也就是服兵役。封臣用采邑的產出來配備自己的武器裝備，並響應領主的徵召服兵役以保證領主的權益。這種軍事上的安全機制是領主建立封建關係的主要原因。此外，封臣有時候還需要承擔對領主的別的責任。其中一個就是向領主提出「忠告」。這樣當一個領主面臨大的抉擇，比如是否進入戰爭，他會召集所有的封臣並召開一次參議會。封臣也可能被要求上繳采邑產出的一部分給領主。封臣有時候也被要求在領主所有的磨坊和烤爐中磨碎穀物和烘烤面包並向領主繳稅。
封建制度中的關係都是圍繞著采邑。根據領主的權力，封地可以是小至一塊小農田或大至一個區域的土地。現在封地尺寸的標準和過去相當不同。封臣關係並不限制於聖職者；主教和男修道院院長也可以是統治者。
因此，有很多不同「級別」的統治權和封國。國王是一個領主，他租借采邑給貴族們，他們是國王的封臣。同時，貴族是他們的封臣，是他們的土地上勞作的農民的領主。這一傳統形成的基礎的'君主制'來作為一個帝國聯盟與世界秩序。

## 外部連結
- 封建制度 （页面存档备份，存于）於大英百科線上。
- 封建制度 （页面存档备份，存于）
- 封建制度
- 封建制度，自己經營，及1949年中國革命 （页面存档备份，存于）